# Istrian Spring Trophy
O Istrian Spring Trophy (oficialmente Istarsko Proljee-Istrian Spring Trophy) é uma corrida de ciclismo por etapas masculinas croata que tem lugar todos os anos. A prova feita parte da UCI Europe Tour, na categoria 2.2 desde 2005. É portanto aberto às equipas continentais profissionais croatas, às equipas continentais, a equipas nacionais e a equipas regionais ou de clubes. Os UCI ProTeams (primeira divisão) não podem  participar. Está organizado pelo BK Meridiana-Kamen, clube ciclista de Pazin.
A carreira chamava-se até em 2005 inclusive, Jadranska Magistrala.
A edição 2020 está anulada por causa da pandemia de COVID-19.

## Palmarés
| Ano                   | Vencedor             | Segundo           | Terceiro            |           |
| --------------------- | -------------------- | ----------------- | ------------------- | --------- |
| Jadranska Magistrala  |                      |                   |                     |           |
| 1961                  | Nevenko Valčić       |                   |                     |           |
| 1962                  | Nevenko Valčić       |                   |                     |           |
| 1963                  | Lino Sebelic         |                   |                     |           |
| 1964                  | Joze Santavec        |                   |                     |           |
| 1965                  | Franc Škerlj         |                   |                     |           |
| 1966                  | Franc Škerlj         |                   |                     |           |
| 1967                  | Cvitko Bilić         |                   |                     |           |
| 1968                  | Cvitko Bilić         |                   |                     |           |
| 1969                  | Milivoj Pocrnja      |                   |                     |           |
| 1970                  | Cvitko Bilić         |                   |                     |           |
| 1971                  | Janez Zakotnik       |                   |                     |           |
| 1972                  | Janez Zakotnik       |                   |                     |           |
| 1973                  | Ivan Kastelic        |                   |                     |           |
| 1974                  | Janez Zakotnik       |                   |                     |           |
| 1975                  | Branko BedekoviÄ     |                   |                     |           |
| 1976                  | Bojan Ropret         |                   |                     |           |
| 1977                  | Janez Zakotnik       |                   |                     |           |
| 1978                  | Drago Frelih         |                   |                     |           |
| 1979                  | Bojan Ropret         |                   |                     |           |
| 1980                  | Vinko Polončič       |                   |                     |           |
| 1981                  | Bruno Bulić          |                   |                     |           |
| 1982                  | Milan Petros         |                   |                     |           |
| 1983                  | Petar Stojanovic     |                   |                     |           |
| 1984                  | Primož Čerin         |                   |                     |           |
| 1985                  | Andrej Žavbi         |                   |                     |           |
| 1986                  | Željko Pavlić        |                   |                     |           |
| 1987                  | Marko Polanc         |                   |                     |           |
| 1988                  | Robert Pintarič      |                   |                     |           |
| 1989                  | Gorazd Penko         |                   |                     |           |
| 1990                  | Marko Polanc         |                   |                     |           |
| 1991                  | Aleš Pagon           |                   |                     |           |
| 1992                  | Jure Robič           |                   |                     |           |
| 1993                  | Andres Lauk          |                   |                     |           |
| 1994                  | Sandi Papež          |                   |                     |           |
| 1995                  | Stanimir Odrinski    |                   |                     |           |
| 1996                  | Luca Manfredini      |                   |                     |           |
| 1997                  | Andrej Hauptman      |                   |                     |           |
| 1998                  | Matthias Buxhofer    |                   |                     |           |
| 1999                  | Arno Kaspret         |                   |                     |           |
| 2000                  | Vladimir Miholjević  | Lubomir Kejval    | Rajko Petek         |           |
| 2001                  | Andrej Hauptman      | Michael Rasmussen | Jure Golčer         |           |
| 2002                  | Jure Golčer          | Massimo Demarin   | Valter Bonča        |           |
| 2003                  | Pieter Weening       | Tomáš Konečný     | Radoslav Rogina     |           |
| 2004                  | Jure Zrimšek         | Stefan Schumacher | Borut Božič         |           |
| 2005                  | Borut Božič          | Jan Faltýnek      | Hrvoje Miholjević   |           |
| Istrian Spring Trophy |                      |                   |                     |           |
| 2006                  | Borut Božič          | Jan Faltýnek      | Tim Klinger         |           |
| 2007                  | Edvald Boasson Hagen | Grega Bole        | Hrvoje Miholjević   |           |
| 2008                  | Eddy Ratti           | Kristjan Koren    | Radoslav Rogina     |           |
| 2009                  | Mitja Mahorič        | Michel Kreder     | Radoslav Rogina     |           |
| 2010                  | Robert Vrečer        | Blaž Furdi        | Radoslav Rogina     |           |
| 2011                  | Robert Vrečer        | Radoslav Rogina   | Mitja Mahorič       |           |
| 2012                  | Markus Eibegger      | Danny van Poppel  | Marko Kump          |           |
| 2013                  | Matej Mugerli        | Radoslav Rogina   | Patrik Sinkewitz    |           |
| 2014                  | Magnus Cort          | Karel Hník        | Felix Großschartner |           |
| 2015                  | Markus Eibegger      | Sergey Nikolaev   | Silvio Herklotz     |           |
| 2016                  | Olivier Pardini      | Martijn Tusveld   | Matej Mugerli       |           |
| 2017                  | Matej Mugerli        | Ian Bibby         | Fabian Giger        |           |
| 2018                  | Krister Hagen        | Kasper Asgreen    | Tadej Pogačar       |           |
| 2019                  | Félix Gall           | Attila Valter     | Georg Zimmermann    |           |
| 2020                  | cancelado            | cancelado         | cancelado           | cancelado |
| 2021                  | Finn Fisher-Black    | Filippo Zana      | Savva Novikov       |           |
| 2022                  | Matthew Riccitello   | Alex Baudin       | Sean Flynn          |           |
| 2023                  | Tijmen Graat         | Adam Toupalik     | Darren van Bekkum   |           |
| 2024                  | Noa Isidore          | Darren van Bekkum | Tomos Pattinson     |           |
| 2025                  | Adrien Boichis       | Adrià Pericas     | Callum Thornley     |           |